# Гаррисон (округ, Кентукки)
Га́ррисон (англ. Harrison County) — округ в США, штате Кентукки. Официально образован в 1794 году. По состоянию на 2010 год, численность населения составляла 18 846 человек. Получил своё название в честь Бенджамина Гаррисона.

## География
По данным Бюро переписи США, общая площадь округа равняется 802,6 км², из которых 802,1 км² суша и 0,52 км² или 0,06 % это водоёмы.

## Население
По данным переписи населения 2000 года в округе проживает 17 983 жителей в составе 7 012 домашних хозяйств и 5 062 семей. Плотность населения составляет 22,00 человека на км2. На территории округа насчитывается 7 660 жилых строений, при плотности застройки около 9,70-ти строений на км2. Расовый состав населения: белые — 95,65 %, афроамериканцы — 2,52 %, коренные американцы (индейцы) — 0,28 %, азиаты — 0,13 %, гавайцы — 0,02 %, представители других рас — 0,63 %, представители двух или более рас — 0,77 %. Испаноязычные составляли 1,15 % населения независимо от расы.
В составе 33,50 % из общего числа домашних хозяйств проживают дети в возрасте до 18 лет, 58,00 % домашних хозяйств представляют собой супружеские пары проживающие вместе, 10,30 % домашних хозяйств представляют собой одиноких женщин без супруга, 27,80 % домашних хозяйств не имеют отношения к семьям, 24,00 % домашних хозяйств состоят из одного человека, 11,20 % домашних хозяйств состоят из престарелых (65 лет и старше), проживающих в одиночестве. Средний размер домашнего хозяйства составляет 2,53 человека, и средний размер семьи 2,99 человека.
Возрастной состав округа: 25,00 % моложе 18 лет, 8,20 % от 18 до 24, 29,80 % от 25 до 44, 23,60 % от 45 до 64 и 23,60 % от 65 и старше. Средний возраст жителя округа 37 лет. На каждые 100 женщин приходится 95,00 мужчин. На каждые 100 женщин старше 18 лет приходится 92,50 мужчин.
Средний доход на домохозяйство в округе составлял 36 210 USD, на семью — 42 065 USD. Среднестатистический заработок мужчины был 31 045 USD против 23 268 USD для женщины. Доход на душу населения составлял 17 478 USD. Около 9,40 % семей и 12,00 % общего населения находились ниже черты бедности, в том числе — 15,80 % молодёжи (тех, кому ещё не исполнилось 18 лет) и 10,70 % тех, кому было уже больше 65 лет.